# Roland La Galissionniere
Roland-Michel Barrin de La Galissonière, francoski admiral, * 10. november 1693, † 26. oktober 1756.